# Kvareli (stad)
Kvareli (Georgisch: ყვარელი) is een stad in het oosten van Georgië met 9.880 inwoners (2024), gelegen in de regio Kacheti en is het bestuurlijk centrum van de gelijknamige gemeente. Kvareli is gesitueerd op 350 tot 500 meter boven zeeniveau op de linkeroever van de Doeroedzji in de Alazani-vallei, aan de voet van de Grote Kaukasus en ligt 125 kilometer ten noordoosten van hoofdstad Tbilisi. De stad is een belangrijk wijnproducerend centrum en is de geboorteplaats van de Georgische intellectueel Ilia Tsjavtsjavadze.

## Geschiedenis
Over de ontstaansgeschiedenis van Kvareli is niet veel bewaard gebleven. Het gebied viel na het uiteenvallen van het Koninkrijk Georgië in de 15e eeuw onder het Koninkrijk Kachetië, maar werd regelmatig binnengevallen door vijandige volken. Het nabijgelegen Gremi was de eerste hoofdstad van Kachetië tot het in de 17e eeuw vernietigd werd door de Perzen onder leiding van Abbas I, en de hoofdstad uiteindelijk naar Telavi verplaatst werd.
In deze periode verrees in Kvareli de burcht die tegenwoordig nog in het centrum staat. Deze burcht speelde een belangrijke rol in de verdediging van Kachetië, en was het een toevluchtsoord voor de lokale bevolking tijdens invallen van onder meer de Lezgiërs, Avaren en Ottomanen in de 18e eeuw. De Georgische koningen Teimoeraz II en Erekle II dwongen in 1755 de Avaarse heerser Noersal Beg tot opgave van het beleg van het fort in Kvareli. 

### Lezgische Linie
Ook na de Russische annexatie van het Koninkrijk Kartli-Kachetië in 1801 behield Kvareli zijn militair-strategische functie. Tijdens de Kaukasusoorlog was Kvareli het westelijke uiteinde van de Lezgische Linie, de verdedigingslinie langs de voet van de Grote Kaukasus via hoofdkwartier Lagodechi tot het Azerbeidzjaanse Qax en ter bescherming van het zuidoosten van de voormalige Georgische gebieden tegen de Lezgiërs.

### Districtscentrum
Met de intrede van de Sovjet-Unie werd het dorp in 1930 het bestuurscentrum van het rajon Kvareli en werd het daarna ontwikkeld tot een regionaal centrum in de productie van levensmiddelen zoals wijn, sterke drank en etherische olie en wijnbouwbedrijven maar ook baksteenfabricage. In 1964 werd Kvareli  tot stad gepromoveerd. In de 21e eeuw zijn verschillende wijnmakerijen in de stad gevestigd. Zij specialiseren zich vooral in de hoog-kwalitatieve Kindzmaraoeli wijnen. De Kindzmaraoeli-microzone is geheel in de gemeente Kvareli gelegen, tussen de Alazani en de voet van de Kaukasus.

## Demografie
Begin 2024 had Kvareli 9.880 inwoners, een toename van ruim 27% sinds de volkstelling van 2014, een van de hoogste groeipercentages van Georgische steden. De bevolking van Kvareli bestond volgens de volkstelling van 2014 vrijwel geheel uit Georgiërs (97,5%). In de stad woonden verder enkele tientallen Armeniërs, Osseten, Russen, Jezidi's, Azerbeidzjanen en Pontische Grieken.
| Aantal                                                           | 5.150 | 7.828 | 9.166 | 9.528 | 10.600 | 11.165 | 9.045 | 7.739 | 8.815 | 9.880 |
| Verantwoording data: Bevolkingsstatistiek Georgië 1897 tot heden |       |       |       |       |        |        |       |       |       |       |

## Bezienswaardigheden

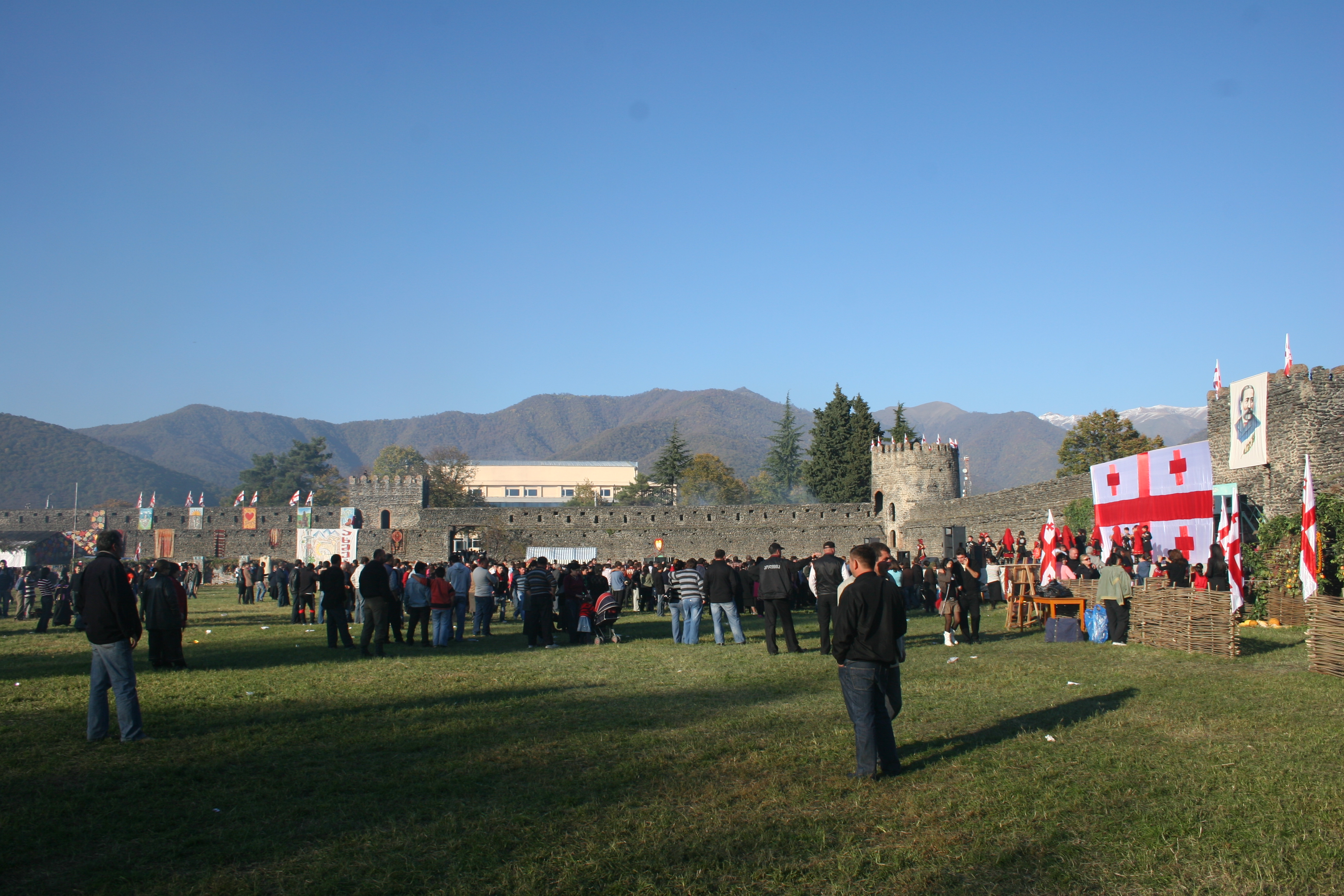
Kvarelifort

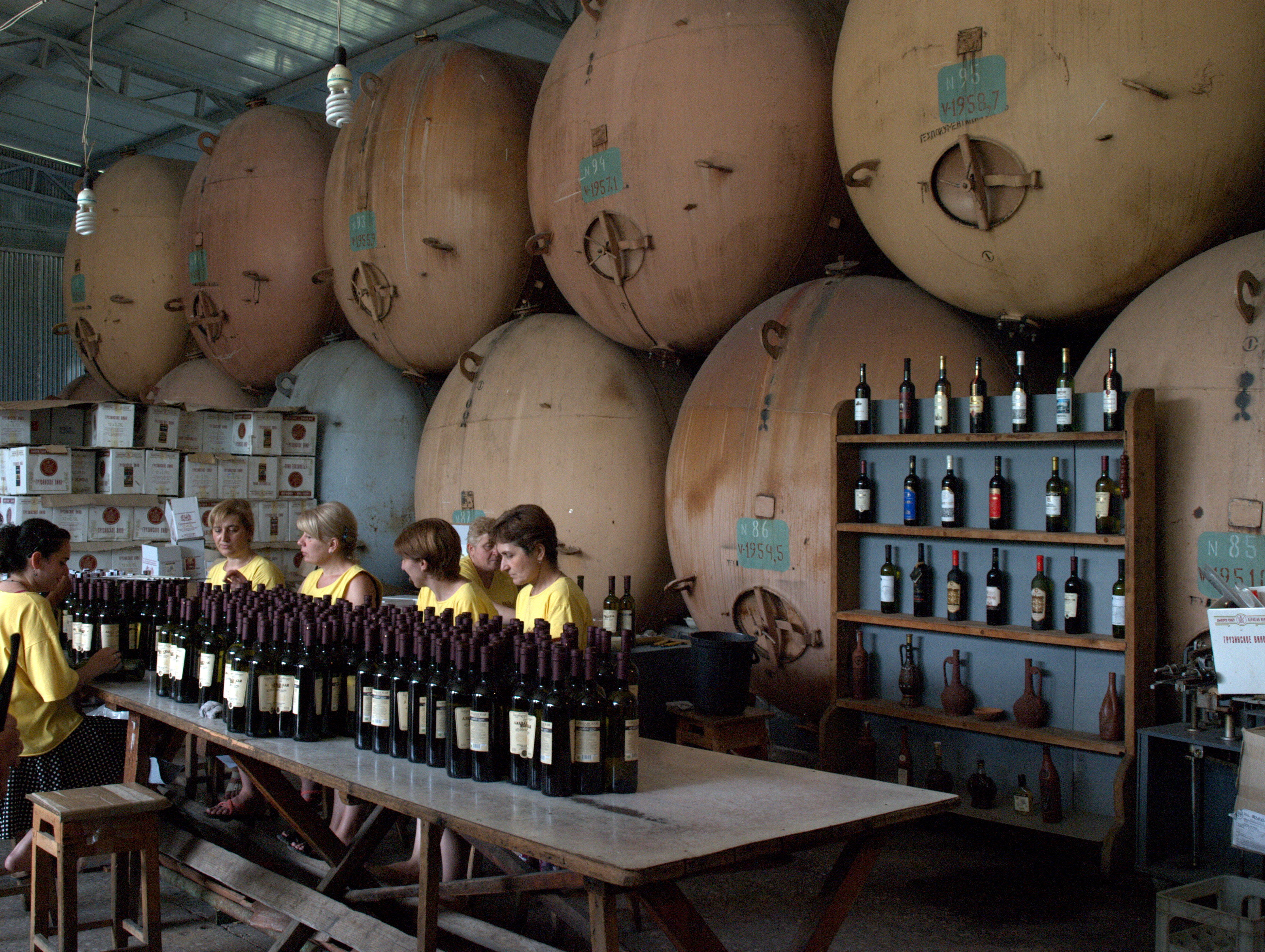
Wijnproductie

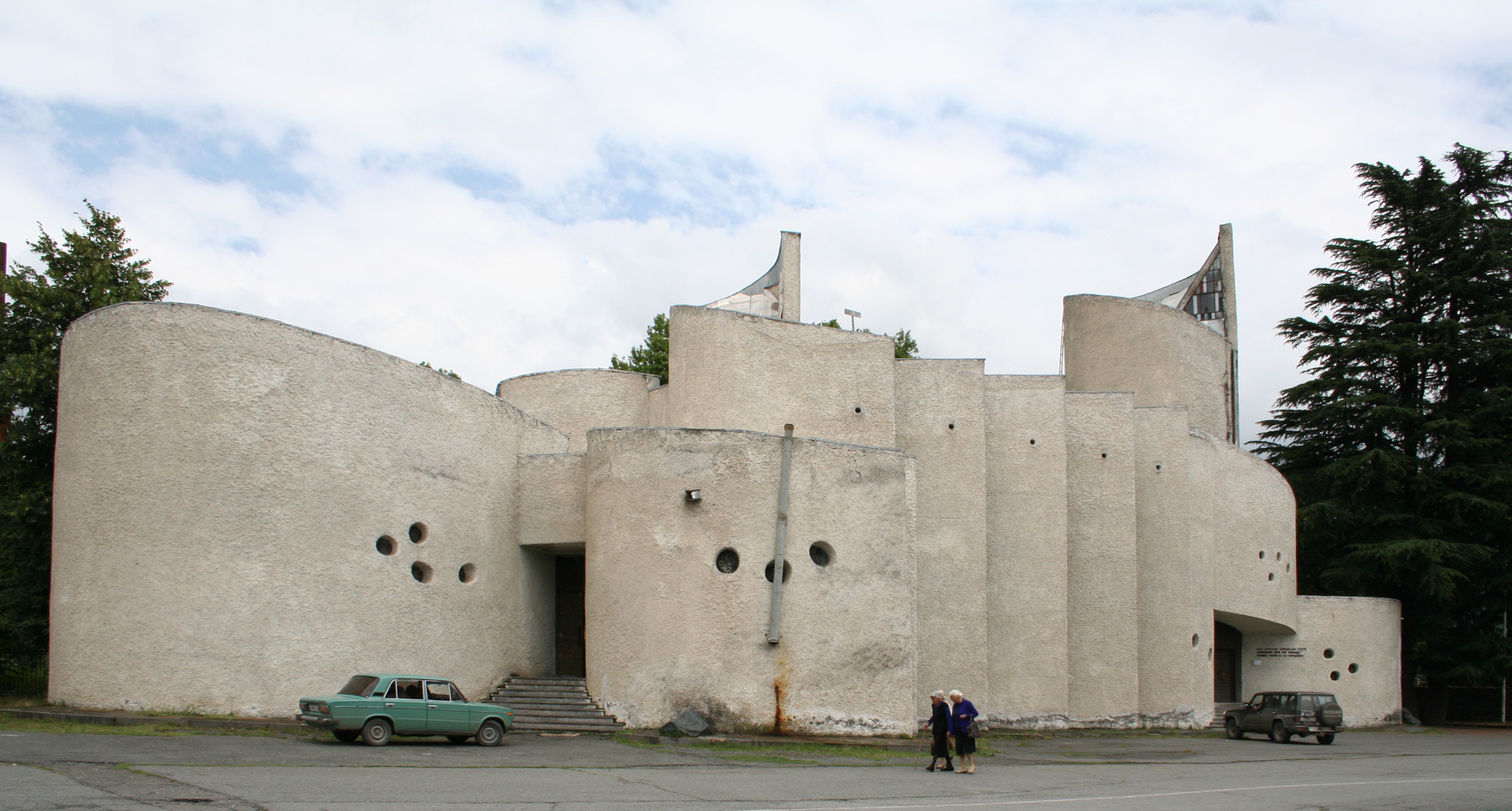
Tsjavtsjavadze museum

Er zijn in de stad een aantal bezienswaardigheden, waaronder:
- Verschillende wijnmakerijen.
- Kvarelifort uit de 17e eeuw, belangrijk in de verdediging van Kacheti en beschermde de bevolking tegen invallen van de Avaren.[3]
- Ilia Tsjavtsjavadze Staatsmuseum, opgericht in 1937. Het complex bevat onder meer een expositieruimte over de intellectueel en de familieresidentie.[13]
- Huismuseum van de gevierde Georgische theaterdirecteur Kote Mardzjanisjvili, opgericht in 1959.[14]
- Nekresiklooster, een paar kilometer buiten Kvareli een kloostercomplex uit oorspronkelijk de 6e eeuw en opgericht door bisschop Abibos, een van de Dertien Assyrische Vaders.[15] Het complex werd na een sluiting van bijna 200 jaar in 2000 weer in gebruik genomen en bevindt zich op een bergrichel ten westen van de stad.

## Vervoer
Kvareli is met de rest van Kacheti en het land verbonden via de nationale route Sh43 (Tianeti - Achmeta - Kvareli - Lagodechi), de arteriële hoofdweg aan de noordzijde van de Alazani, en de Sh69 van Kvareli naar overkant van de Alazanivallei. Er is geen bediend spoorwegstation in de buurt.

## Stedenbanden
Kvareli onderhoudt stedenbanden met:
- Engure, Letland
- Plungė, Litouwen

## Geboren
- Ilia Tsjavtsjavadze (1837-1907), schrijver, dichter, journalist en jurist
- Kote Mardzjanisjvili (1872-1933), Georgisch theaterdirecteur, belangrijk voor de ontwikkeling van Georgische, Russische en Sovjet-podia. Oprichter Kote Mardzjanisjvili-theater.
- Valerian Sidamon-Eristavi (1889-1943), graficus, karikaturist, kunstschilder, decorontwerper en filmregisseur